# Gilles Grangier
Gilles Grangier, född 5 maj 1911 i Paris, död 27 april 1996 i Suresnes, Île-de-France, var en fransk filmregissör och manusförfattare.

## Filmografi i urval
- 1945 – Dårfinkar på semester (regi)
- 1946 – Skandal i Nizza (regi)
- 1950 – Alla syndares café (regi)
- 1955 – Hett om öronen (regi)
- 1955 – Narkotikarazzia (regi)
- 1957 – Våldets väg (regi)
- 1959 – Luffarkavaljeren (manus och regi)
- 1959 – Med berått mod (manus och regi)
- 1961 – Falskmyntarna (manus och regi)
- 1962 – Gentlemannen från Epsom (regi)
- 1963 – Hjälten från Sibirien (regi och roll)
- 1963 – Kommissarie Maigret ser rött (manus och regi)